# Jatwinger

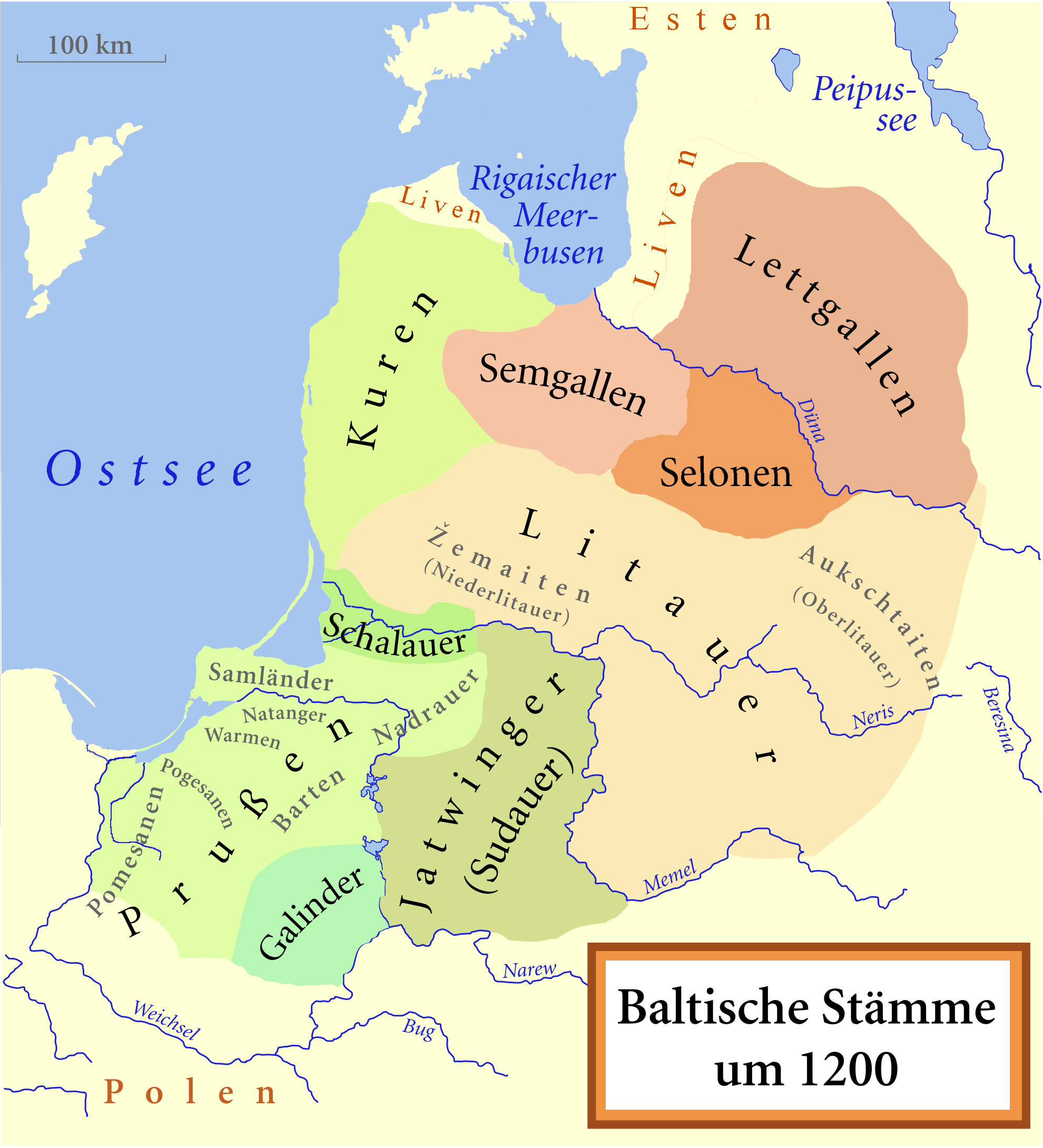
Baltische Stämme um 1200

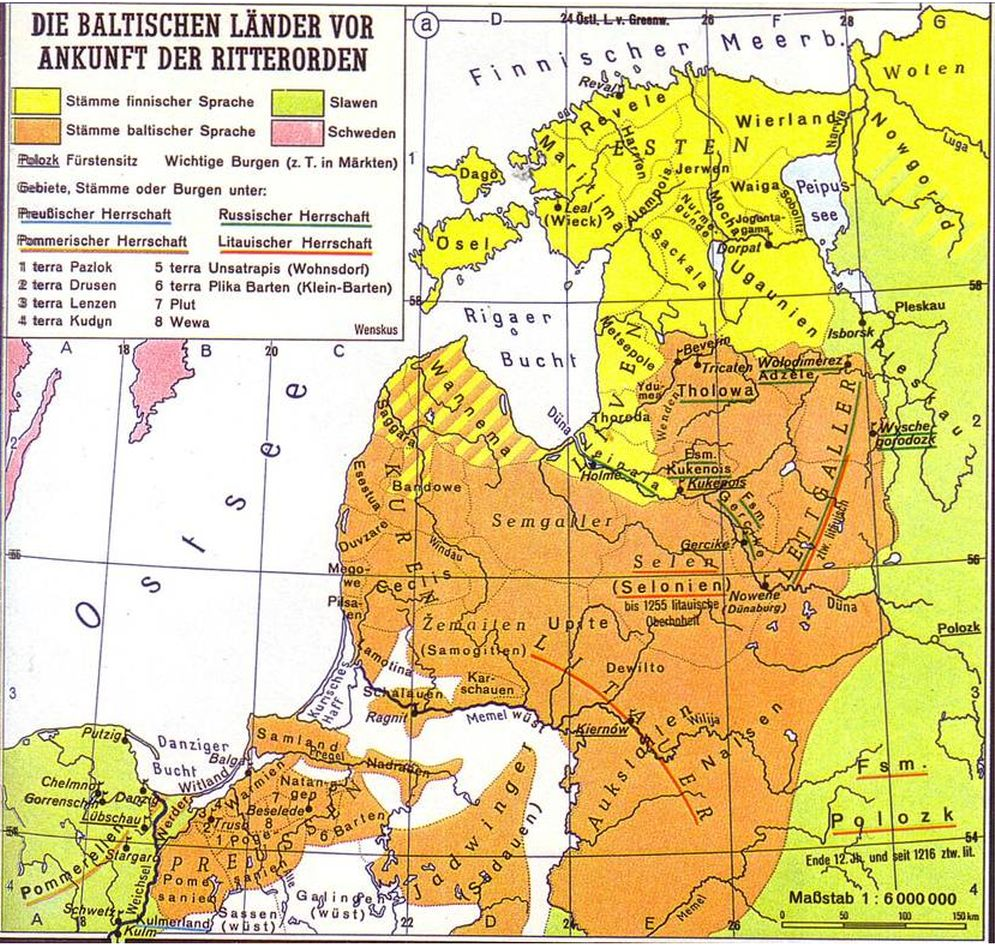
Karte der preußischen und baltischen Länder vor der Ankunft der Ritterorden

Die Jatwinger (Jadwinger, Jadwingen, Jotwinger/jotvingiai, Jatwägen) oder Sudauer (sudūviai) oder Pollexaner waren ein westbaltischer Stamm im Sudauen (altpreußisch sudawa, sudowia).
Das Gebiet ist heute geteilt zwischen Polen, Litauen und Belarus.
Die jatwingische Sprache war eng verwandt mit der altprußischen.

## Gebiet
Der später masurische Teil des Territoriums der Jatwinger wurde vom Deutschritterorden als letztes prußisches Stammesgebiet im 13. Jahrhundert erobert.

## Name
In den schriftlichen Quellen wird der Stamm Jatwinger oder Sudauer genannt. Da die Bezeichnungen nie nebeneinander erscheinen, ist davon auszugehen, dass es sich um ein und denselben Stamm handelt. Im Breslauer Urteil des Kaisers Sigismund von Luxemburg von 1325 heißt es dafür Suderlandt alias Jetuen.

### Jadwinger

#### Schriftliche Quellen
Die Bezeichnung Jatwjagy oder ähnlich erscheint in den russischen Quellen des 12. bis 14. Jahrhunderts. In der Ipatjew-Chronik wechseln die Schreibweisen: Jatvjagy, Jatveze, Jatvjažin, zemlja Jatveskaja, na zemlju Jatvjažskuju und andere.
Polnische Quellen übernahmen die russischen Bezeichnungen: Jazviagi, Iazvizite, Jazvizite, Yazvizite usw. Im Vertrag mit dem Ritterorden von 1260 heißt es terre Getuizintarum. Diese Bezeichnung kam über die Polen nach Westeuropa und zur Kurie in Rom. So ist in päpstlichen Dokumenten von terra Jatwesouie, Gretuesia, Gzestuesie, Getuesia und Getvesia zu lesen.

#### Erklärung
Der Name Jatwinger leitet sich wahrscheinlich vom skandinavischen Personennamen Játvígr ab.

### Sudauer

#### Schriftliche Quellen
Der Name Sudauer leitet sich von der Landschaft Sudauen her und wird in deutschen Quellen benutzt. Erstmals erscheinen Sudinoi im 2. Jahrhundert beim byzantinischen Gelehrten Ptolemäus. Peter von Dusburg verwendet im 13. Jahrhundert in seiner Chronica Terrae Prussiae die Bezeichnung Suduwite. Der Deutsche Orden bezeichnete den Stamm als Sudowite, das Land als Sudowia, in qua Sudowite (Sudowia, wo die Sudowiten (sind)).
1325 heißt es in der Urkunde von Kaiser Sigismund von Luxemburg Suderlandt alias Jetuen.
Simon Grunau präsentiert im 16. Jahrhundert die sagenhafte Geschichte von Sudo, dem dritten Sohn des Königs Widowuto. Er bekam das Land zwischen Crono (Kurland), Skara (Pregel) und Curtono. Er baute sich eine Feste Perpeylko. Das Land ward nach ihm Sudauen genannt.

#### Erklärung
Die Bezeichnung Sūduva für Sudauen ist baltischen Ursprungs und leitet sich möglicherweise von der baltischen Wurzel *sū- = fließen ab.

### Polexiani

#### Schriftliche Quellen
In den Quellen des benachbarten Herzogtums Masowien wird ein Stamm Polexiani genannt. Bei Wincenty Kadłubek heißt es: sunt autem Pollexianni, Getarum seu Prussorum genus („es gibt außerdem die Pollexiani, welche getischer (jatwingischer) oder prussischer Herkunft sind“). Möglicherweise handelt es sich um nach Osten abgewanderte Bevölkerung.

#### Erklärung
Der Name Polexia bezieht sich auf die Landschaft Polesien und leitet sich wahrscheinlich von slawisch po lesie, am Wald(rand) her.

## Geschichte

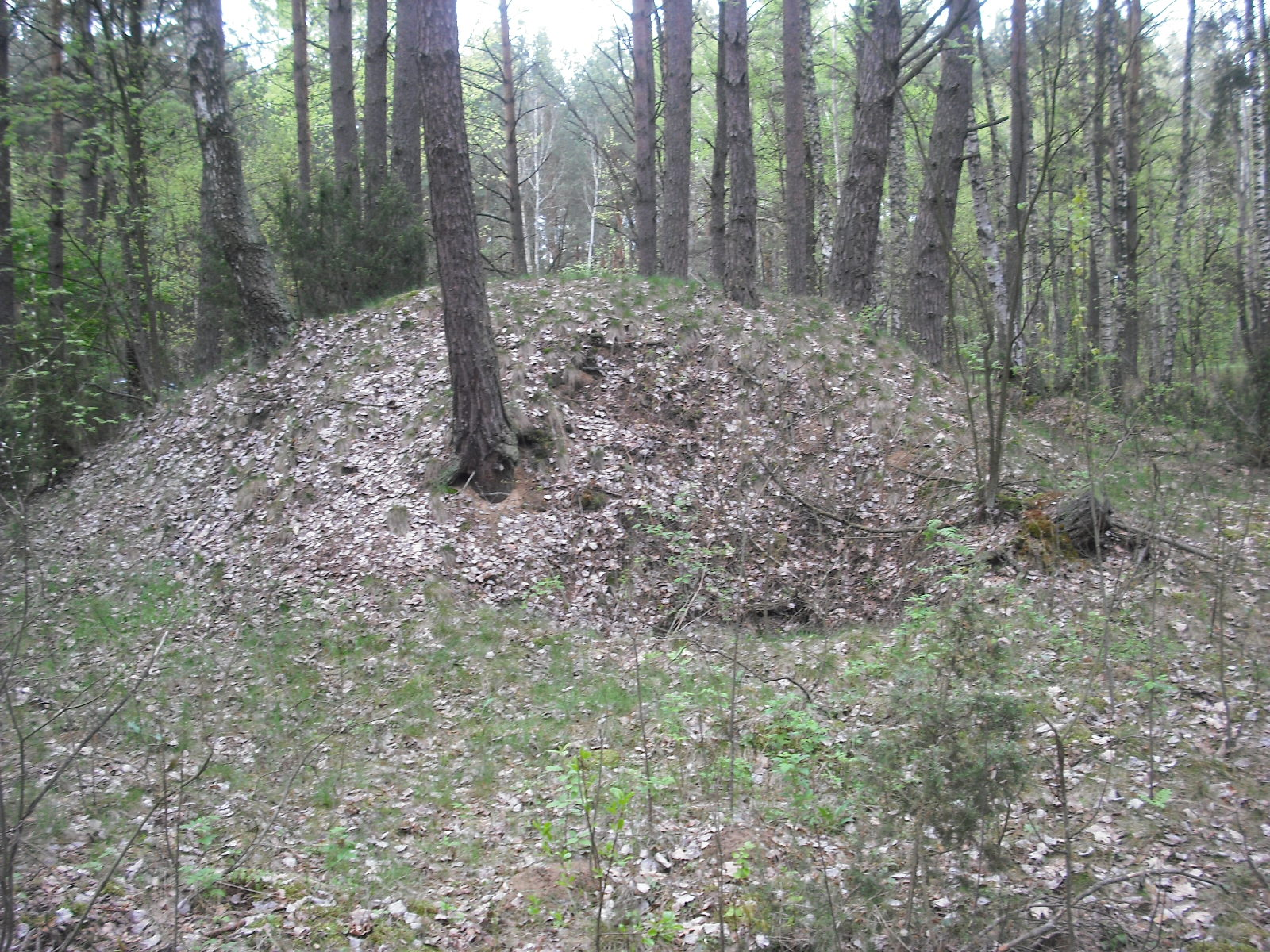
Hügelgrab

Im 2. Jahrhundert werden durch Ptolemäus in der Geographike Hyphegesis erstmals Sudinoi genannt (mit den benachbarten Galindai).
Zum Jahr 944 werden erstmals Jatwjagi anlässlich eines Friedens zwischen der Kiewer Rus und dem Byzantinischen Reich erwähnt. Zu 983 wird von Kämpfen zwischen Bolesław Chrobry und dem Kiewer Fürsten Wladimir I. um dieses Gebiet berichtet. 1038 zog der Kiewer Fürst Jaroslaw der Weise in das Gebiet der Jatwinger, ebenso 1044 und 1048. Für 1112/13 ist Jaroslaw Swjatopolitsch überliefert, im 12. Jahrhundert die Fürsten von Halytsch-Wolhynien Roman und Daniel. Ein Teil gehörte zu dieser Zeit zum Großfürstentum Litauen, ein westlicher Teil stand unter dem Einfluss des Herzogtums Masowien.
1260 erhoben sich die Litauer gegen den Deutschen Orden, der durch das polnische Teilherzogtum Masowien zur Niederwerfung der prussischen Widersacher in die Region geholt worden war. Die Sudauer unterstützten den Aufstand und fielen tief in Ordensland ein. 1277 wandte sich der Orden gegen die Sudauer, die nun ihrerseits weitere erfolgreiche Raubzüge in das Ordensland unternahmen. Ein angreifendes Sudauerheer wurde vernichtet. 1281 bekämpfte der Orden mit seiner gesamten militärischen Macht den Sudauerfürsten Skomand. Dieser musste 1283 kapitulieren und trat zum christlichen Glauben über.
Ein Teil der Sudauer wurde vertrieben und floh in den litauischen Teil. 1.600 wurden in den „Sudauerwinkel“ des Samlandes umgesiedelt. Noch im Sudauerbüchlein Ende des 16. Jahrhunderts wurde von ihren heidnischen Ritualen und ihrer Sprache berichtet, der Wahrheitsgehalt der Schilderungen ist aber umstritten. Dieser Teil des Samlands hieß bis 1945 Sudauerwinkel, obwohl die ehemaligen Sudauer zu dieser Zeit längst assimiliert waren. Skomand und seine Nachfahren bekamen Land übereignet und gehörten fortan zum hohen preußischen Adel. Ein anderer Teil verblieb auf ihrer Scholle.
Nach der Schlacht von Grunwald 1410 und dem Frieden vom Melnosee 1423 gehörte der nördliche Teil des ehemaligen Gebietes der Sudauer zum Ordensland Preußen, später Herzogtum Preußen, der südliche Teil zu Litauen. Diese Grenzen blieben bis 1918 unverändert. In Belarus tauchte noch 1982 eine Wortliste als umfangreichstes erhaltenes Sprachdenkmal des Jatwingischen auf, entstanden zwischen dem Ende des 15. und Beginn des 17. Jahrhunderts, genannt Pogańske gwary z Narewu.